# Zonitis ruficollis
Zonitis ruficollis – gatunek chrząszcza z rodziny oleicowatych.
Gatunek ten opisał po raz pierwszy w 1877 roku János Frivaldszky.
Chrząszcz o wydłużonym, prawie walcowatym ciele długości od 10 do 18 mm. Głowa jest duża, szeroka, trójkątna, wraz z czułkami i głaszczkami czarna, czasem z czerwonym ciemieniem i częściowo czołem. Czułki są długie, nitkowate, o członie drugim prawie tak długim jak pierwszy. Głaszczki szczękowe mają wąski człon ostatni i nie są silnie wydłużone. Przedplecze jest czerwone, silnie poprzeczne, w przedniej ⅓ najszersze, pokryte mocnymi, zwłaszcza w przedniej połowie niemal przechodzącymi w zmarszczki punktami. Pokrywy są delikatnie i gęsto owłosione, czarne, częściowo z wyraźnym metalicznym połyskiem, na szczytach osobno zaokrąglone, pozbawione listewki krawędziowej. Odnóża są czarno ubarwione, o stopach z mocno powiększonym pierwszym członem i podwójnie grzebykowanymi na spodzie pazurkami. Golenie ostatniej pary mają zewnętrzną spośród ostróg wierzchołkowych nieznacznie grubszą i równie długą co wewnętrzna. Odwłok jest czerwono ubarwiony.
Owad palearktyczny, znany z greckiej Krety, Algierii, Libii, anatolijskiej części Turcji, Syrii, Jordanii i Izraela.